# Квінт Глітій Атілій Агрікола
Квінт Глітій Атілій Агрікола (лат. Quintus Glitius Atilius Agricola; ? — після 104) — державний та військовий діяч Римської імперії, консул-суффект 97 та 103 років.

## Життєпис
Походив з роду Атіліїв з Августу Тавронори (сучасне м. Турин). Замолоду був усиновлений Квінтом Глітієм. Військову службу розпочав військовим трибуном у I-му Італійському легіоні в Мізії. За правління імператора Веспасіана був квестором й претором. При імператорі Доміціані займав посаду правницького легата у провінції Тарраконська Іспанія.
Згодом очолив VI-й Залізний легіон у Сирії, потім як імператорський легат-пропретор керував провінцією Белгіка. У 97 році став консулом-суффектом разом з Луцієм Помпонієм Матерном. У 101–102 роках як легат імператора Траяна воював у Дакії. За свої звитяги у 103 році вдруге став консулом-суффектом разом з Манієм Лаберієм Максимом. У 104 році його призначено міським префектом Риму. Про подальшу долю немає відомостей.